# Liptaster
De liptasters vormen een gepaard orgaan aan de bovenkaak van insecten. Het zijn tastorganen die gebruikt worden bij het opnemen van voedsel. Voorbeelden van insecten met duidelijk zichtbare liptasters zijn rechtvleugeligen en bidsprinkhanen. De gepaarde tasters aan de onderkaak worden de kaaktasters genoemd. 